# Takaaki Nakagami
Takaaki Nakagami (中上 貴晶 Nakagami Takaaki?) (9 de febrero de 1992, Chiba, Prefectura de Chiba, Japón) es un expiloto de motociclismo japonés que participó en la categoría de MotoGP con el equipo LCR Honda Idemitsu entre 2018 y 2024. Desde 2025 es piloto probador de HRC en Japón y enlace con los equipos italianos de la fábrica.

## Biografía
En 2018, Nakagami ascendió a MotoGP con el LCR Honda Idemitsu, siendo el compañero de equipo del británico Cal Crutchlow. En su primera temporada en la categoría, Nakagami tuvo problemas para dominar su Honda RC213V y eso fue reflejado en sus resultados, se ubicó constantemente de la mitad de tabla para abajo, promediando entre el 12.º a 14.º puesto. Su mejor resultado fue el sexto puesto en el Gran Premio de la Comunidad Valenciana celebrado en condiciones de lluvia. En su primera temporada en MotoGP terminó en la vigésima posición con 33 puntos.
En 2019, Nakagami renovó para correr por segunda temporada consecutiva en MotoGP con el LCR Honda Idemitsu.
En 2020, Nakagami corre por tercera temporada consecutiva con el LCR Honda Idemitsu.

## Resultados

### 8 Horas de Suzuka

#### Carreras por año
| Año  | Equipo                         | Copilotos                         | Moto       | Pos. |
| ---- | ------------------------------ | --------------------------------- | ---------- | ---- |
| 2010 | MuSASHi RT HARC-PRO.           | Ryuichi Kiyonari Takumi Takahashi | CBR1000RRW | 1.º  |
| 2018 | Red Bull Honda with Japan Post | P. J. Jacobsen Takumi Takahashi   | CBR1000RRW | 2.º  |

### Campeonato del Mundo de Motociclismo
Sistema de puntuación de 1993 hasta 2022:
| Posición | 1.º | 2.º | 3.º | 4.º | 5.º | 6.º | 7.º | 8.º | 9.º | 10.º | 11.º | 12.º | 13.º | 14.º | 15.º |
| Puntos   | 25  | 20  | 16  | 13  | 11  | 10  | 9   | 8   | 7   | 6    | 5    | 4    | 3    | 2    | 1    |

Sistema de puntuación desde 2023 en adelante:
| Posición       | 1.º | 2.º | 3.º | 4.º | 5.º | 6.º | 7.º | 8.º | 9.º | 10.º | 11.º | 12.º | 13.º | 14.º | 15.º |
| Puntos         | 25  | 20  | 16  | 13  | 11  | 10  | 9   | 8   | 7   | 6    | 5    | 4    | 3    | 2    | 1    |
| Carrera sprint | 12  | 9   | 7   | 6   | 5   | 4   | 3   | 2   | 1   |      |      |      |      |      |      |

#### Por categoría
| Cat.   | Temporadas    | 1.er Gran Premio | 1.er Podio    | 1.ª Victoria      | Carreras | Victorias | Podios | Poles | V.Ráp. | Pts. | CM |
| ------ | ------------- | ---------------- | ------------- | ----------------- | -------- | --------- | ------ | ----- | ------ | ---- | -- |
| 125 cc | 2007-2009     | Valencia 2007    |               |                   | 34       | 0         | 0      | 0     | 0      | 55   | 0  |
| Moto2  | 2012–2017     | Catar 2012       | Catar 2013    | Países Bajos 2016 | 105      | 2         | 14     | 5     | 1      | 646  | 0  |
| MotoGP | 2018-presente | Catar 2018       |               |                   | 114      | 0         | 0      | 1     | 0      | 416  | 0  |
| Total  | 2007–Presente | 2007–Presente    | 2007–Presente | 2007–Presente     | 262      | 2         | 14     | 6     | 1      | 1135 | 0  |

#### Por temporada
| Temp. | Cat.   | Moto    | Equipo                   | Número | Carreras | Victorias | Podios | Poles | V.Ráp. | Pts. | Pos  |
| ----- | ------ | ------- | ------------------------ | ------ | -------- | --------- | ------ | ----- | ------ | ---- | ---- |
| 2007  | 125cc  | Honda   | Red Bull MotoGP Academy  | 98     | 1        | 0         | 0      | 0     | 0      | 0    | NC   |
| 2008  | 125cc  | Aprilia | I.C. Team                | 73     | 17       | 0         | 0      | 0     | 0      | 12   | 24.º |
| 2009  | 125cc  | Aprilia | Ongetta Team I.S.P.A.    | 73     | 16       | 0         | 0      | 0     | 0      | 43   | 16.º |
| 2011  | Moto2  | Suter   | Italtrans Racing Team    | 30     | 0        | 0         | 0      | 0     | 0      | 0    | NC   |
| 2012  | Moto2  | Kalex   | Italtrans Racing Team    | 30     | 17       | 0         | 0      | 0     | 0      | 57   | 15.º |
| 2013  | Moto2  | Kalex   | Italtrans Racing Team    | 30     | 16       | 0         | 5      | 3     | 0      | 149  | 8.º  |
| 2014  | Moto2  | Kalex   | Idemitsu Honda Team Asia | 30     | 18       | 0         | 0      | 0     | 0      | 34   | 22.º |
| 2015  | Moto2  | Kalex   | Idemitsu Honda Team Asia | 30     | 18       | 0         | 1      | 0     | 0      | 100  | 8.º  |
| 2016  | Moto2  | Kalex   | Idemitsu Honda Team Asia | 30     | 18       | 1         | 4      | 1     | 1      | 169  | 6.º  |
| 2017  | Moto2  | Kalex   | Idemitsu Honda Team Asia | 30     | 18       | 1         | 4      | 1     | 0      | 137  | 7.º  |
| 2018  | MotoGP | Honda   | LCR Honda Idemitsu       | 30     | 18       | 0         | 0      | 0     | 0      | 33   | 20.º |
| 2019  | MotoGP | Honda   | LCR Honda Idemitsu       | 30     | 16       | 0         | 0      | 0     | 0      | 74   | 13.º |
| 2020  | MotoGP | Honda   | LCR Honda Idemitsu       | 30     | 14       | 0         | 0      | 1     | 0      | 116  | 10.º |
| 2021  | MotoGP | Honda   | LCR Honda Idemitsu       | 30     | 18       | 0         | 0      | 0     | 0      | 76   | 15.º |
| 2022  | MotoGP | Honda   | LCR Honda Idemitsu       | 30     | 17       | 0         | 0      | 0     | 0      | 48   | 18.º |
| 2023  | MotoGP | Honda   | LCR Honda Idemitsu       | 30     | 20       | 0         | 0      | 0     | 0      | 56   | 18.º |
| 2024  | MotoGP | Honda   | LCR Honda Idemitsu       | 30     | 20       | 0         | 0      | 0     | 0      | 31   | 19.º |
| 2025  | MotoGP | Honda   | HRC Test Team            | 30     |          |           |        |       |        |      |      |
| 2025  | MotoGP | Honda   | Honda HRC Castrol        | 30     |          |           |        |       |        | *    | *    |
| 2025  | MotoGP | Honda   | LCR Honda Idemitsu       | 30     |          |           |        |       |        |      |      |
| Total | Total  | Total   | Total                    | Total  | 262      | 2         | 14     | 6     | 1      | 1135 |      |

- * Temporada en curso.

#### Carreras por año
| Año  | Cat.   | Moto    | 1        | 2        | 3         | 4        | 5        | 6        | 7         | 8        | 9        | 10        | 11       | 12         | 13       | 14       | 15       | 16        | 17       | 18       | 19        | 20       | 21  | 22  | Pos. | Pts. |
| ---- | ------ | ------- | -------- | -------- | --------- | -------- | -------- | -------- | --------- | -------- | -------- | --------- | -------- | ---------- | -------- | -------- | -------- | --------- | -------- | -------- | --------- | -------- | --- | --- | ---- | ---- |
| 2007 | 125cc  | Honda   | QAT      | SPA      | TUR       | CHN      | FRA      | ITA      | CAT       | GBR      | NED      | GER       | CZE      | SMR        | POR      | JPN      | AUS      | MAL       | VAL Ret  |          |           |          |     |     | NC   | 0    |
| 2008 | 125cc  | Aprilia | QAT 19   | SPA 15   | POR 19    | CHN Ret  | FRA 16   | ITA 16   | CAT 22    | GBR 8    | NED Ret  | GER 18    | CZE Ret  | RSM 19     | IND Ret  | JPN 13   | AUS Ret  | MAL Ret   | VAL 16   |          |           |          |     |     | 24.º | 12   |
| 2009 | 125cc  | Aprilia | QAT 20   | JPN 20   | SPA 16    | FRA 5    | ITA 15   | CAT 15   | NED 17    | GER Ret  | GBR 5    | CZE 19    | IND 9    | RSM 20     | POR 11   | AUS 18   | MAL 11   | VAL 14    |          |          |           |          |     |     | 16.º | 43   |
| 2011 | Moto2  | Suter   | QAT      | SPA      | POR       | FRA      | CAT      | GBR      | NED       | ITA      | GER      | CZE       | IND      | RSM        | ARA      | JPN DNS  | AUS      | MAL       | VAL      |          |           |          |     |     | NC   | 0    |
| 2012 | Moto2  | Kalex   | QAT 14   | SPA 5    | POR 18    | FRA Ret  | CAT 6    | GBR 19   | NED 12    | GER 19   | ITA 7    | IND 16    | CZE 17   | RSM 11     | ARA 29   | JPN 7    | MAL Ret  | AUS 9     | VAL Ret  |          |           |          |     |     | 15.º | 57   |
| 2013 | Moto2  | Kalex   | QAT 3    | AME Ret  | SPA 4     | FRA Ret  | ITA Ret  | CAT 5    | NED DNS   | GER 10   | IND 2    | CZE 2     | GBR 2    | RSM 2      | ARA 11   | MAL 8    | AUS 22   | JPN 9     | VAL 13   |          |           |          |     |     | 8.º  | 149  |
| 2014 | Moto2  | Kalex   | QAT DSQ  | AME 11   | ARG 15    | SPA Ret  | FRA 16   | ITA 16   | CAT 13    | NED 14   | GER 21   | IND 11    | CZE 19   | GBR 15     | RSM 10   | ARA 15   | JPN 13   | AUS 11    | MAL Ret  | VAL 14   |           |          |     |     | 22.º | 34   |
| 2015 | Moto2  | Kalex   | QAT 14   | AME 10   | ARG 20    | SPA 17   | FRA 7    | ITA 13   | CAT 20    | NED 13   | GER 7    | IND 9     | CZE 12   | GBR 14     | RSM 3    | ARA 8    | JPN 22   | AUS 4     | MAL 4    | VAL 11   |           |          |     |     | 8.º  | 100  |
| 2016 | Moto2  | Kalex   | QAT 14   | ARG 9    | AME 15    | SPA 7    | FRA 5    | ITA 9    | CAT 3     | NED 1    | GER 11   | AUT 7     | CZE Ret  | GBR 3      | RSM 3    | ARA 5    | JPN 4    | AUS 5     | MAL 21   | VAL 6    |           |          |     |     | 6.º  | 169  |
| 2017 | Moto2  | Kalex   | QAT 3    | ARG Ret  | AME 3     | SPA 21   | FRA 7    | ITA Ret  | CAT 10    | NED 3    | GER 10   | CZE 24    | AUT 6    | GBR 1      | RSM 10   | ARA 8    | JPN 6    | AUS Ret   | MAL Ret  | VAL 8    |           |          |     |     | 7.º  | 137  |
| 2018 | MotoGP | Honda   | QAT 17   | ARG 13   | AME 14    | SPA 12   | FRA 15   | ITA 18   | CAT Ret   | NED 19   | GER Ret  | CZE 17    | AUT 15   | GBR C      | RSM 13   | ARA 12   | THA 22   | JPN 15    | AUS 14   | MAL 14   | VAL 6     |          |     |     | 20.º | 33   |
| 2019 | MotoGP | Honda   | QAT 9    | ARG 7    | AME 10    | SPA 9    | FRA Ret  | ITA 5    | CAT 8     | NED Ret  | GER 14   | CZE 9     | AUT 11   | GBR 17     | RSM 18   | ARA 10   | THA 10   | JPN 16    | AUS      | MAL      | VAL       |          |     |     | 13.º | 74   |
| 2020 | MotoGP | Honda   | QAT C    | SPA 10   | AND 4     | CZE 8    | AUT 6    | EST 7    | RSM 9     | ERM 6    | CAT 7    | FRA 7     | ARA 5    | TER Ret    | EUR 4    | VAL Ret  | POR 5    |           |          |          |           |          |     |     | 10.º | 116  |
| 2021 | MotoGP | Honda   | QAT Ret  | DOH 17   | POR 10    | SPA 4    | FRA 7    | ITA Ret  | CAT 13    | GER 13   | NED 9    | EST 5     | AUT 13   | GBR 13     | ARA 10   | RSM 10   | AME 17   | ERM 15    | ALG 11   | VAL Ret  |           |          |     |     | 15.º | 76   |
| 2022 | MotoGP | Honda   | QAT 10   | INA 19   | ARG 12    | AME 14   | POR 16   | SPA 7    | FRA 7     | ITA 8    | CAT Ret  | GER Ret   | NED 12   | GBR 13     | AUT Ret  | RSM 15   | ARA Ret  | JPN 20    | THA      | AUS      | MAL       | VAL 14   |     |     | 18.º | 48   |
| 2023 | MotoGP | Honda   | POR 1215 | ARG 1311 | AME Ret13 | SPA 9Ret | FRA 910  | ITA 1317 | GER 1417  | NED 812  | GBR 1620 | AUT 18Ret | CAT 1520 | RSM 1921   | IND 1113 | JPN 1117 | INA 11   | AUS 19C   | THA 1419 | MAL 1819 | QAT 1918  | VAL 1216 |     |     | 18.º | 56   |
| 2024 | MotoGP | Honda   | QAT 19   | POR 1417 | AME Ret   | SPA 1410 | FRA 1416 | CAT 1413 | ITA Ret16 | NED 1618 | GER 1518 | GBR 1517  | AUT 1416 | ARA 1214   | RSM 1320 | ERM 1719 | INA 1217 | JPN 13Ret | AUS 1814 | THA 1318 | MAL Ret17 | SLD 17   |     |     | 19.º | 31   |
| 2025 | MotoGP | Honda   | THA      | ARG      | AME       | QAT      | SPA      | FRA 616  | GBR       | ARA      | ITA 1615 | NED       | GER      | CZE INJRet | AUT      | HUN      | CAT      | RSM       | JPN      | INA      | AUS       | MAL      | POR | VAL | 20.º | 10   |

| Color     | Resultado                                                               |
| --------- | ----------------------------------------------------------------------- |
| Oro       | Ganador                                                                 |
| Plata     | 2.ª plaza                                                               |
| Bronce    | 3.ª plaza                                                               |
| Verde     | Finalizó en los puntos                                                  |
| Azul      | Finalizó sin puntos                                                     |
| Azul      | NC - No clasificado                                                     |
| Violeta   | Ret - No terminó (Carrera)                                              |
| Rojo      | DNQ - No se clasificó                                                   |
| Negro     | DSQ - Descalificado                                                     |
| Blanco    | DNS - No empezó (carrera)                                               |
| Blanco    | WD - Retirado (fin de semana)                                           |
| Blanco    | C - Carrera cancelada                                                   |
| Sin color | DNP - Inscrito pero no participó                                        |
| Sin color | INJ - Lesionado                                                         |
| Sin color | EX - Excluido                                                           |
| Estado    | Resultado                                                               |
| Negrita   | Pole position                                                           |
| Cursiva   | Vuelta rápida                                                           |
| x         | Posición en carrera sprint                                              |
| †         | Abandona, pero clasifica al completar el porcentaje requerido para ello |